# DJ Ötzi
DJ Ötzi, pseudonimo di Gerhard Friedle (Sankt Johann in Tirol, 7 gennaio 1971), è un cantante e disc jockey austriaco.
Terzo musicista austriaco ad aver venduto più copie di dischi della storia (circa 15 milioni di copie), solo dietro a Falco (che ha venduto circa 60 milioni) e Wolfgang Amadeus Mozart (con più di 100 milioni), il suo nome d'arte è ispirato alla Mummia del Similaun (denominata Ötzi dai ritrovatori).

## Biografia
Figlio del DJ austriaco Anton Friedle, è stato cresciuto da genitori adottivi e successivamente dalla nonna. Affetto da epilessia, diagnosticatagli a 16 anni, Friedle sostiene di esser stato influenzato, durante la propria adolescenza, dal libro di Joseph Murphy The Power of Positive Thinking, il quale ha impresso una nuova direzione alla sua vita. Dopo aver lavorato alcuni anni come cuoco ha vissuto per un breve periodo on the road, fino a quando ha iniziato ad esibirsi in un locale-karaoke e poi come animatore/dj in molti club a Maiorca ed in Turchia.
Professionalmente è salito alla ribalta nel 2000, con i singoli "Anton aus Tirol" (Antonio dal Tirolo), prima posizione in Austria per 10 settimane e in Germania per una settimana, e con Hey Baby (Uhh, Ahh) (rifacimento della omonima canzone degli anni sessanta di Bruce Channel) che ha raggiunto la prima posizione nelle classifiche in molti Paesi europei. Hey Baby (Uhh, Ahh) è stata cantata da Friedle con Marco Gallo e la Nazionale di Calcio Italiana (Francesco Totti, Ciro Ferrara, Gianluca Vialli, Gennaro Gattuso, Marcello Lippi, Alessandro Del Piero, Paolo Maldini, Cesare Prandelli, Roberto Donadoni, Luca Toni, Roberto Baggio, Fabio Cannavaro, Marco Materazzi, Christian Vieri, Roberto Mancini, Giorgio Chiellini). Nel 2003 Friedle ha pubblicato una cover di A Ram Sam Sam, chiamata Burger Dance, che ha raggiunto la prima posizione in Germania e la terza in Austria. Nel 2006 ha ottenuto successo con la Volksmusik-hit "Sieben Sünden" (i sette peccati), che ha raggiunto la seconda posizione in classifica in Austria, e successivamente con I Am The Music Man sotto lo pseudonimo DJ Ötzi Junior, che ha raggiunto la prima posizione in Giappone.
Nel febbraio 2007 un altro successo ha raggiunto la posizione numero 1 in Germania e Austria, questa volta in coppia con il cantante austriaco Nikolaus Presnik, in arte Nik P., con "Ein Stern, der deinen Namen trägt" (una stella che porta il tuo nome). La canzone ha mantenuto la prima posizione in Austria per ben 13 settimane. In Germania è rimasta per 11 settimane al numero 1. In Austria, Germania e Svizzera è arrivata al numero 1 nelle classifiche annuali 2007 ed è stata premiata con un doppio platino in Austria e Germania, entrando inoltre persino tra i primi 3 in Svizzera.
L'album "Sternstunden" (il momento migliore), è stato anche uno dei più riusciti del 2007. È stato pubblicato più volte in diverse edizioni e ha anche ricevuto premi di platino in Austria e Germania.

## Vita privata
Nel 2001 si è sposato e l'anno seguente è nata la figlia Lisa Marie, chiamata come la figlia di Elvis Presley.

## Discografia

### Album in studio
- 2000 – Das Album (con Anton)
- 2001 – Love, Peace & Vollgas
- 2001 – Never Stop the Alpenpop
- 2002 – Today Is the Day
- 2003 – Flying to the Sky
- 2003 – Greatest Partyhits
- 2004 – Ich war immer der Clown
- 2006 – I Am the Musicman (come DJ Ötzi Junior)
- 2007 – Sternstunden

### Singoli
- 2000 – Anton aus Tirol (con Anton aus Tirol)
- 2000 – Gemma Bier trinken (con Anton)
- 2000 – Hey Baby (Uhh, Ahh)
- 2001 – Do Wah Diddy
- 2001 – Love, Peace & Vollgas
- 2001 – X-Mas Time
- 2002 – Don't Ha Ha (con i Captain Jack)
- 2002 – Live is Life (Here we go) (con Hermes House Band)
- 2002 – Today is the Day
- 2003 – Ramalamadingdong
- 2003 – Burger Dance
- 2004 – Not Without Us
- 2004 – Tanz den Rehakles
- 2004 – Kanguru Dance
- 2005 – Servus die Wadln
- 2006 – 7 Sünden (con Marc Pircher)
- 2006 – I Am The Musicman (come DJ Ötzi Junior)
- 2007 – Ein Stern (...der deinen Namen trägt) (con Nik P.)
- 2007 – I Will Leb'n